# ادلستودن
ادلستودن (به آلمانی: Edelstauden) یک منطقهٔ مسکونی در اتریش است که در زودوست‌اشتایرمارک واقع شده‌است. ادلستودن ۶٫۷۵ کیلومتر مربع مساحت دارد ۳۶۷ متر بالاتر از سطح دریا واقع شده‌است.